# 체코슬로바키아 점령 (1938년~1945년)

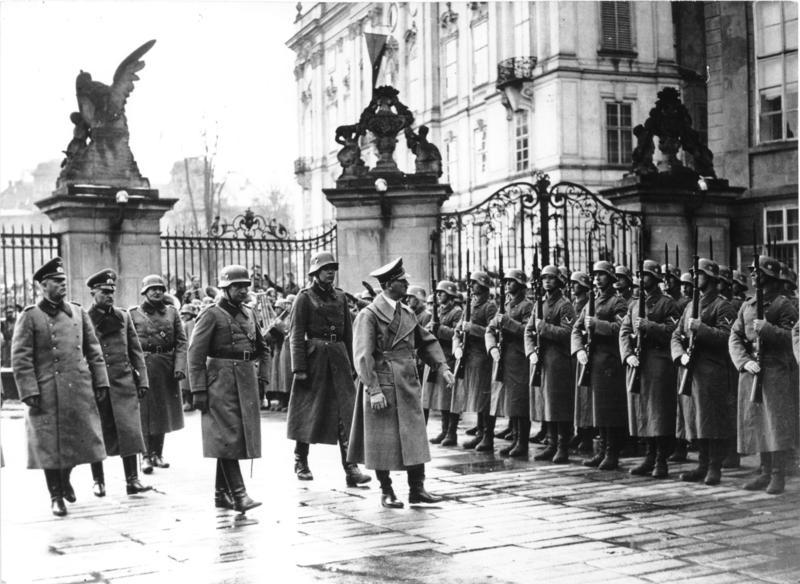
프라하성에 있는 아돌프 히틀러

체코슬로바키아의 군사 점령은 1938년 나치 독일의 주데텐란트 병합으로 시작되었고 뵈멘-메렌 보호령이 창설되면서 체코 본토 점령으로 확대되었으며 1944년 말에는 체코슬로바키아 전역으로 확대되었다.
1938년 3월 안슐루스와 같은 해 9월 뮌헨 협정에 따라 아돌프 히틀러는 10월 1일 체코슬로바키아로부터 주데텐란트를 병합하여 이 지역의 광범위한 체코슬로바키아 국경 요새를 점령했다. 주데텐란트가 독일에 편입되면서 체코슬로바키아 나머지 지역을 거의 방어할 수 없는 서북쪽 국경을 맞닿게 되었다. 또한 1919년 체코슬로바키아에 병합된 폴란드계 다수 국경 지역인 트란스올자는 20년 간의 영토 분쟁 끝에 폴란드에게 점령되고 병합되었다. 마지막으로 제1차 빈 중재를 통해 헝가리에 주로 헝가리인들이 거주하는 슬로바키아 남부와 카르파티아 루테니아 지역을 넘겨주었다.
슬로바키아 공화국은 1939년 3월 14일 분리독립했고 헝가리는 다음 날 카르파티아 루테니아의 나머지 영토를 병합했다. 3월 15일 베를린 국빈방문 중 체코슬로바키아 대통령 에밀 하하는 강압에 굴복해 국가 독립을 포기하는 문서에 서명했다. 3월 16일, 히틀러는 프라하성에서 뵈멘-메렌 보호령을 선포했으며 하하는 명목상의 대통령이 되었지만 거의 무력했고 어떤 권한도 없었다. 체코슬로바키아는 독일 국방군에게 점령되었고, 실권은 히틀러의 개인 대표인 국가보호관에게 부여되었다.
점령 기간 동안 294,000명에서 320,000명의 시민이 살해되었으며, 이들 중 대다수는 유대인이었다. 라인하르트 하이드리히 암살 사건 이후 보복성 살해가 특히 가혹했으며, 이 시기 악명 높은 리디체 학살도 있었다. 많은 사람들이 독일의 노예 노동에 징집되었다.
1944년 3월 독일은 마르가레테 작전으로 헝가리가 점령한 체코슬로바키아 점령지대도 점령했으며, 1944년 8월 슬로바키아 민족 봉기 이후 슬로바키아로 점령지를 확대했다. 독일의 점령은 제2차 세계 대전 말 독일의 항복으로 끝났다.

## 독일의 경제 위기
히틀러의 체코슬로바키아에 대한 관심은 주로 경제적 이유였다. 독일은 세계에서 두 번째로 큰 경제 규모이지만 독일의 농업은 인구를 먹여 살릴 수 없었고 많은 원자재도 부족하여 수입해야 했다. 히틀러가 1936년 9월에 시작한 "총력전"을 위해 1940년까지 독일 경제를 준비하기 위한 4개년 계획은 1937년까지 독일 경제에 심각한 부담을 주었다. 독일 정부는 자국민을 먹여 살리고 4개년 계획의 야심찬 무장 목표를 달성하기 위해 다양한 원자재를 수입하기 위하여 외환 보유고를 써야 했기 때문이다. 4개년 계획은 폐쇄경제를 목표로 했지만, 고급 철, 석유, 크롬, 니켈, 텅스텐, 보크사이트와 같이 독일이 보유하지 않아 수입해야 하는 특정 원자재가 있었다. 식량과 원자재를 수입해야 하는 필요성 때문에 독일은 영국에 이어 유럽에서 두 번째로 큰 수입국이 되었다. 또한, 수억 라이히스마르크가 라이히스베르케 철강 단지, 합성 연료 개발을 위한 고가 프로그램, 그리고 다양한 기타 고가의 화학 및 알루미늄 프로그램과 같은 여러 군비 확장 사업에 지출되었는데 이 모든 것이 독일 경제에 부담을 주었다. 대공황은 무역 전쟁과 보호주의 시대였으며, 독일의 수출 능력과 그에 따른 외환 수입 능력을 제한했다. 더욱이, 자급자족을 목표로 한 4개년 계획은 독일이 관세를 인상하게 만들었고 이는 다른 나라들도 보복적으로 같은 조치를 취하게 만들었다. 영국의 역사가 리처드 오버리는 4개년 계획의 엄청난 요구가 "...수입 대체 및 산업 합리화 정책만으로는 완전히 충족될 수 없었다"고 썼으며, 이는 히틀러가 1937년 11월에 다른 강대국과의 군비 경쟁에서 앞서나가기 위해 근미래에 체코슬로바키아를 점령해야 한다고 결정하게 만들었다.
1937년 11월 5일 호스바흐 회의에서 히틀러는 체코슬로바키아를 점령하면 독일의 통제할 수 있는 식량 공급이 늘어나 식량 수입 필요성이 줄어들고, 따라서 4개년 계획의 목표 달성에 필요한 원자재 수입을 위한 외환이 더 많이 확보될 것이라고 발표했다. 호스바흐 회의는 주로 독일에 인접한 지역을 필요하다면 무력을 사용해서라도 독일의 경제적 통제하에 두어야 할 필요성에 대한 광범위한 논의로 이루어졌는데, 히틀러는 이것이 군비 경쟁에서 승리하는 최선의 방법이라고 주장했다. 히틀러는 "원자재 생산 지역은 유럽, 즉 독일에 인접한 곳에서 더 유용하게 찾아볼 수 있다"고 말했다. 오버리는 제국의 경제 문제에 대한 히틀러의 태도에 대해 이렇게 썼다. "그는 일본이 만주에서 그랬던 것처럼 전쟁을 단순히 수단으로 보았으며, 독일의 자원 기반을 확장하고 다른 강대국들로부터 확보하는 방법으로 보았다."
당시 체코슬로바키아는 유럽에서 7번째로 큰 경제 규모를 가지고 있었으며, 동유럽에서는 가장 현대적이고 발전된 산업 경제를 자랑했다. 현재의 체코를 구성하는 보헤미아, 모라바, 실레시아의 옛 오스트리아 지방은 오스트리아 제국의 산업 중심지였으며, 오스트리아 제국 육군의 대부분의 무기가 특히 스코다 웍스에서 제조되었다. 이러한 유산 덕분에 체코슬로바키아는 소련 외에 동유럽에서 자체적으로 무기를 제조하는 유일한 국가였으며, 세계에서 7번째로 큰 무기 제조업체로서 국제 무기 거래에서 중요한 역할을 했다.

## 주데텐 자치 요구

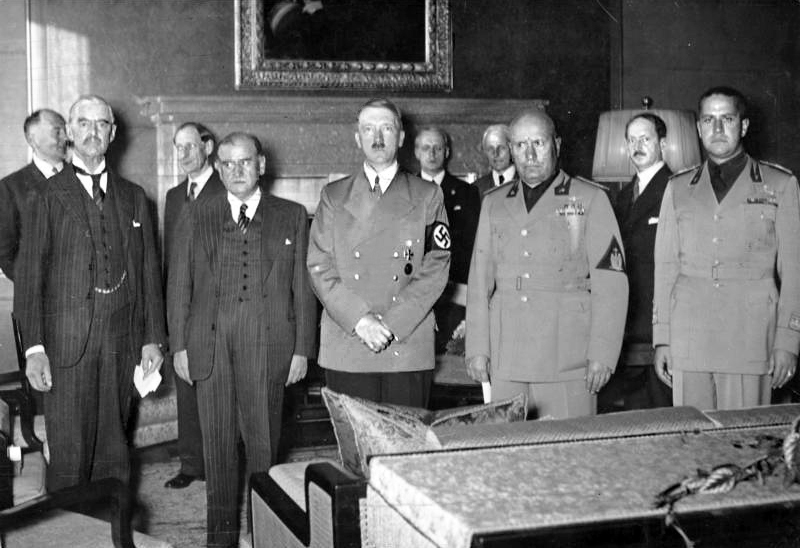
왼쪽부터 네빌 체임벌린, 에두아르 달라디에, 아돌프 히틀러, 베니토 무솔리니, 갈레아초 치아노. 주데텐란트를 독일에 할양한 뮌헨 협정 서명 전 촬영된 모습이다.

친나치파인 주데텐 독일인당(SdP) 지도자 콘라트 헨라인은 히틀러의 운동에 자신의 당을 지지세력으로 제공했다. 헨라인은 1938년 3월 28일 베를린에서 히틀러를 만났고, 이 자리에서 에드바르트 베네시 대통령이 이끄는 체코슬로바키아 정부가 수용할 수 없는 요구를 제기하라는 지시를 받았다. 4월 24일, SdP는 카를스바더 강령을 발표하며 주데텐란트의 자치와 국민사회주의 이념을 공언할 자유를 요구했다. 헨라인의 요구가 받아들여지면 주데텐란트는 나치 독일에 동조하는 자치 국가가 될 것이었다.
저는 독일이 350만 명의 프랑스인을 억압하도록 허용하라고 요구하는 것도 아니고, 350만 명의 영국인을 우리의 자비에 맡기라고 요구하는 것도 아닙니다. 저는 단지 체코슬로바키아에서 350만 명의 독일인에 대한 억압이 중단되고 양도할 수 없는 자결권이 그 자리를 차지하도록 요구하는 것뿐입니다.— 1938년 나치당 전당대회에서의 아돌프 히틀러 연설

## 뮌헨 협정

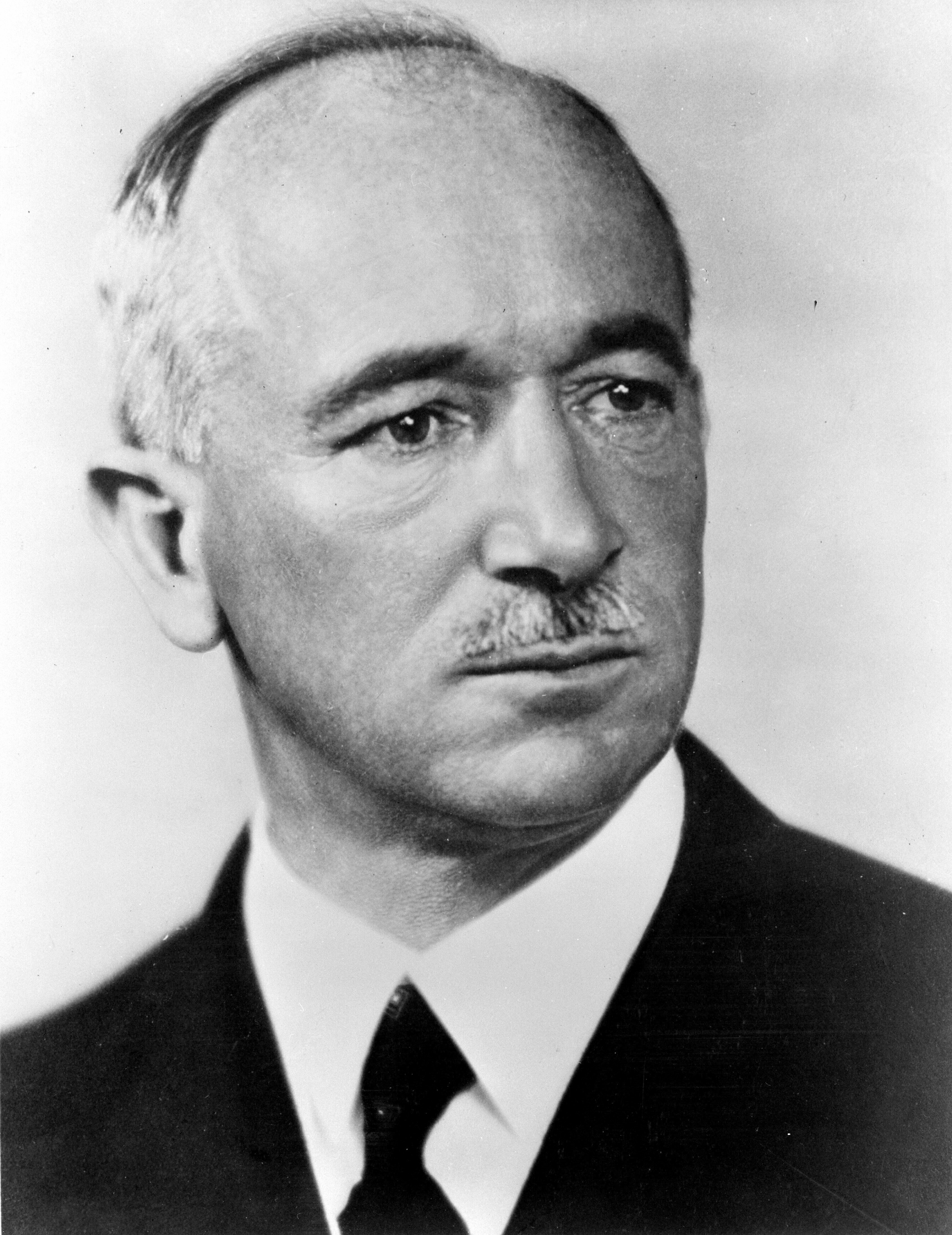
에드바르트 베네시, 체코슬로바키아의 대통령이자 체코슬로바키아 망명정부의 지도자.

독일의 오스트리아 안슐루스에 대한 미온적인 반응이 보여주었듯이, 프랑스, 영국, 체코슬로바키아 정부는 어떤 대가를 치르더라도 전쟁을 피하려 했다. 프랑스 정부는 독일과 단독으로 맞서고 싶지 않았고, 네빌 체임벌린 총리가 이끄는 영국 정부의 지시를 따랐다. 그는 주데텐 독일인들의 불만이 정당하다고 주장했으며, 히틀러의 의도가 제한적이라고 믿었다. 이 때문에 영국과 프랑스는 체코슬로바키아에 독일의 요구에 양보하도록 조언했다. 베네시는 이에 저항했고 1938년 5월 20일, 독일의 침공 가능성에 대응하여 부분 동원이 진행 중이었다. 이러한 동원은 독일의 침공 임박에 대한 소련의 오정보에 기반하여 서유럽에서 전쟁을 유발하려는 목적이었을 수 있다는 의견이 제시되었다.
5월 30일, 히틀러는 늦어도 10월 1일까지 시작될 체코슬로바키아에 대한 비밀 전쟁 지시에 서명했다.
한편, 영국 정부는 베네시에게 중재자를 요청하도록 요구했다. 서유럽과의 관계를 단절하고 싶지 않았던 베네시는 마지못해 수락했다. 영국은 런시먼 경을 임명하고 그에게 베네시가 주데텐 독일인들에게 받아들일 수 있는 계획에 동의하게 설득하라고 지시했다. 9월 2일 베네시는 카를스바더 강령의 거의 모든 요구를 수용하는 제4차 계획을 제출했다. 하지만 화해를 방해하려는 의도로 SdP는 9월 7일 오스트라바에서 경찰을 도발하는 시위를 벌였다. 주데텐 독일인은 9월 13일 협상을 중단했고, 폭력과 혼란이 뒤따랐다. 체코슬로바키아군이 질서를 회복하려 할 때 헨라인은 독일로 날아갔고, 9월 15일 독일이 주데텐란트를 점령해야 한다고 요구하는 선언문을 발표했다.

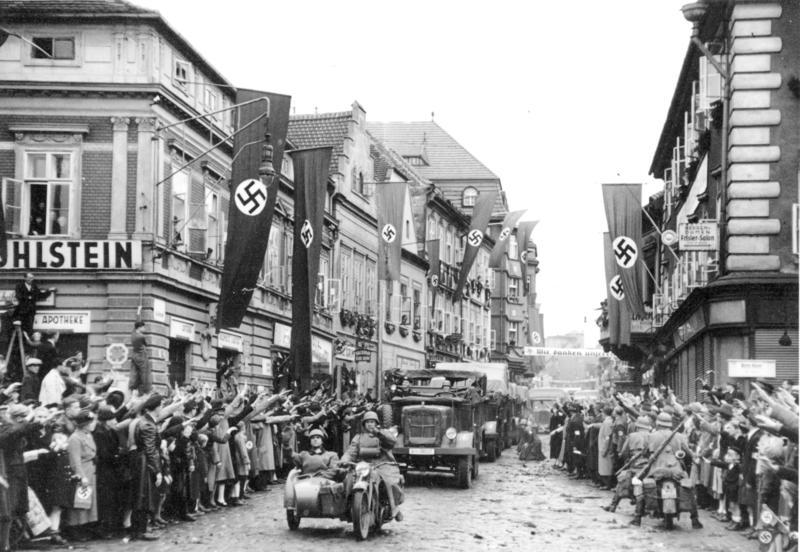
1938년 주데텐란트의 사즈에서 나치 경례로 독일군을 환영하는 독일계 주민들.

같은 날, 히틀러는 체임벌린을 만나 전쟁 위협을 가하며 나치 독일이 주데텐란트를 신속히 점령해달라고 요구했다. 히틀러는 체코슬로바키아가 주데텐 독일인을 학살하고 있다고 주장했다. 체임벌린은 영국과 프랑스 정부에 이 요구를 전달했고, 양국 모두 수락했다. 체코슬로바키아 정부는 히틀러의 제안이 국가 경제를 망가뜨리고 궁극적으로 체코슬로바키아 전체를 독일의 통제하에 두게 될 것이라고 주장하며 저항했다. 영국과 프랑스는 최후통첩을 보냈고, 체코슬로바키아가 수락하는 조건으로 프랑스의 약속을 체코슬로바키아에 전달했다. 9월 21일 체코슬로바키아는 항복했다. 하지만 다음 날 히틀러는 폴란드와 헝가리의 요구도 충족되어야 한다고 주장하는 새로운 요구를 추가했다. 루마니아도 카르파티아 루테니아 분할에 참여하도록 초대했지만, 체코슬로바키아의 동맹국이었기 때문에 거부했다 (소협상 참조).
체코슬로바키아의 항복은 민족적 분노를 불러일으켰다. 곳곳에 열린 시위와 집회에서 체코인과 슬로바키아인들은 국가의 통합을 수호하기 위한 강력한 군사 정부를 요구했다. 얀 시로비 장군 휘하의 새 내각이 수립되었고 1938년 9월 23일 총동원령이 발령되었다. 체코슬로바키아군은 현대적이었고, 훌륭한 국경 요새 체계를 갖추고 있었으며, 싸울 준비가 되어 있었다. 소련은 체코슬로바키아를 도울 용의가 있다고 발표했다. 그러나 베네시는 서방 강대국들의 지원 없이는 전쟁을 할 수 없다며 이를 거부했다.
저 멀리 알지도 못하는 사람들의 싸움 때문에 우리가 참호를 파고 방독면을 써야 하는 것은 얼마나 끔찍하고, 환상적이며, 믿을 수 없는 일인가. 
히틀러는 1938년 9월 26일 베를린에서 연설하며 주데텐란트가 "유럽에서 제가 해야 할 마지막 영토 요구"라고 선언했다. 또한 체임벌린에게 "저는 그에게 더 나아가, 그리고 여기 여러분 앞에서 다시 말하건대, 이 문제가 해결되면 독일에게 유럽에서 더 이상 영토 문제가 없을 것이라고 확신시켰습니다!"라고 말했다.
9월 28일, 체임벌린은 히틀러에게 회담을 요청했다. 히틀러는 다음 날 뮌헨에서 프랑스, 이탈리아, 영국의 정부 수장을 만났다. 체코슬로바키아 정부는 초대받지도, 협의하지도 못했다. 9월 29일, 독일, 이탈리아, 프랑스, 영국은 뮌헨 협정에 서명했다. 체코슬로바키아 정부는 군대의 반대에도 불구하고 9월 30일 항복했고, 체코슬로바키아가 주데텐란트를 독일에 할양해야 한다는 협정을 준수하는 데 동의했다. 독일의 주데텐란트 점령은 10월 10일까지 완료할 예정이었다. 독일, 영국, 프랑스, 이탈리아, 체코슬로바키아를 대표하는 국제 위원회가 최종 국경을 결정하기 위한 국민 투표를 감독하기로 했다. 영국과 프랑스는 도발 없는 침략에 대한 새로운 국경의 국제적 보장에 참여할 것을 약속했다. 하지만 독일과 이탈리아는 폴란드와 헝가리 소수민족 문제가 해결될 때까지는 보장에 참여하지 않을 것이었다.
1938년 10월 5일, 베네시는 체코슬로바키아의 몰락이 기정사실임을 깨닫고 대통령직에서 사임했다. 제2차 세계 대전 발발 후에는 런던에서 체코슬로바키아 망명정부를 수립했다.

## 제1차 빈 중재

체코슬로바키아의 분할 지도. 제1차 빈 중재로 인한 영토는 붉은색으로 표시했다.

1938년 11월 초 뮌헨 협정의 후속 절차인 제1차 빈 중재에 따라 헝가리 및 폴란드와 타협에 실패했던 체코슬로바키아는 독일과 이탈리아의 중재로 슬로바키아 남부와 카르파티아 루테니아를 헝가리에 할양해야 했고, 폴란드는 직후 트란스올자 영토를 침공했다.
그 결과 보헤미아, 모라바, 실레시아 등 독일에게 총 면적의 약 38%를 잃었으며, 이 지역에는 약 320만 명의 독일인과 75만 명의 체코인이 거주했다. 헝가리는 대신 슬로바키아 남부와 카르파티아 루테니아 남부에서 11,882 km2 (4,588 mi2)를 획득했다. 1941년 인구 조사에 따르면 이 지역 인구의 약 86.5%가 헝가리인이었다. 한편 폴란드는 체스키테신과 그 주변 지역(약 906 km2 (350 mi2) 넓이, 약 25만 명의 주민 중 폴란드인이 약 36%를 차지함)을 병합했으며 슬로바키아 북부, 특히 스피시 및 오라바 지역에 있는 두 개의 작은 국경 지역도 병합했다(226 km2 (87 mi2), 4,280명 주민 중 폴란드인은 0.3%에 불과).
뮌헨 협정 직후, 체코인 115,000명과 독일인 30,000명의 남은 체코슬로바키아 잔여 지역으로 피난했다. 난민 지원 연구소에 따르면 1939년 3월 1일 실제 난민 수는 거의 150,000명에 달했다.
1938년 12월 4일 주데텐란트 국가대관구에서 선거가 있었는데, 성인 인구의 97.32%가 국가사회주의당에 투표했다. 약 50만 명의 주데텐 독일인이 국가사회주의당에 가입했는데, 이는 주데텐란트 독일인 인구의 17.34%에 해당한다(나치 독일 내 국가사회주의당 평균 가입률은 7.85%였다). 이는 주데텐란트가 나치 독일에서 가장 나치 친화적인 지역이었음을 의미한다. 체코어 지식 덕분에 많은 주데텐 독일인들이 뵈멘-메렌 보호령의 행정 및 게슈타포와 같은 나치 조직에 고용되었다. 가장 주목할 만한 인물은 카를 헤르만 프랑크로, SS 및 경찰 장군이자 보호령의 국무장관이었다.

## 제2공화국 시기 (1938년 10월~1939년 3월)
크게 약화된 체코슬로바키아 공화국은 비체코인에게 큰 양보를 해야 했다. 슬로바키아 인민당 행정위원회는 1938년 10월 5일 질리나에서 회의를 열었고, 사회민주당을 제외한 모든 슬로바키아 정당의 동의를 얻어 요제프 티소 휘하의 슬로바키아 자치정부를 구성했다. 마찬가지로 서카르파티아 루테니아의 두 주요 파벌인 루스인 친화파와 우크라이나 친화파가 자치 정부 수립에 동의하여 10월 8일에 구성되었다. 현대 우크라이나 민족의식의 확산을 반영하여 아브후스틴 볼로신이 이끄는 친우크라이나 파벌이 지방 정부를 장악하고 서카르파티아 루테니아는 카르파티아 우크라이나로 개명되었다. 1939년 점령 기간 나치는 러시아 발레를 금지했다.
체코슬로바키아를 완전한 파멸로부터 구하기 위한 마지막 시도는 영국과 프랑스 정부 측에서 이루어졌는데, 1939년 1월 27일 두 정부는 체코슬로바키아 정부와 재정 지원 협정을 체결했다. 이 협정에서 영국과 프랑스 정부는 체코슬로바키아 정부에 800만 파운드를 대출하고 400만 파운드를 무상 제공하기로 했다. 이 자금의 일부는 뮌헨 협정 또는 빈 중재로 인해 독일, 헝가리, 폴란드에 잃은 영토에서 피난 온 체코인과 슬로바키아인의 재정착을 돕는 데 할당되었다.

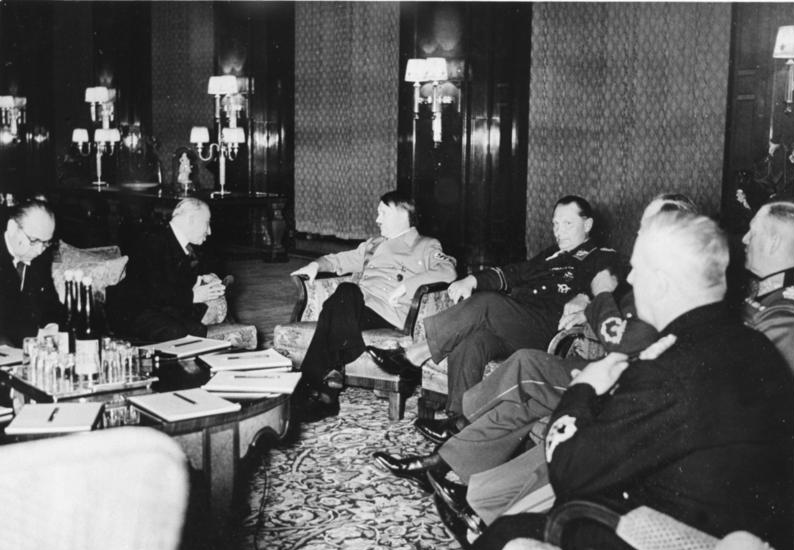
1939년 3월 14/15일, 베를린에서 회담 중인 하하, 히틀러, 헤르만 괴링의 모습

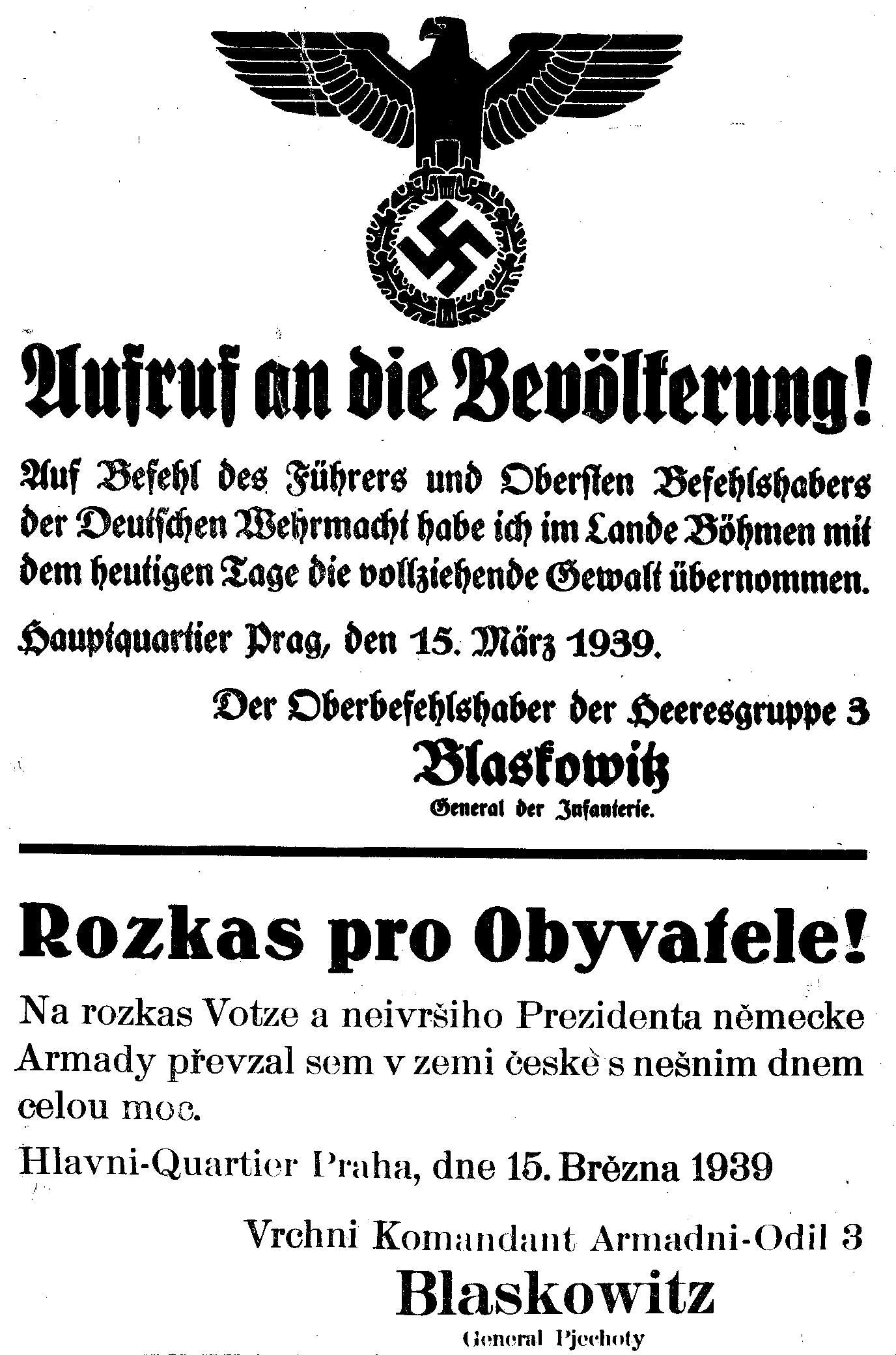
1939년 3월 15일, 프라하에 붙은 첫 독일 포스터. 내용은 "주민들에게 알림. 총통 및 독일 국방군 최고사령관의 명령에 따라. 저는 오늘부로 보헤미아 지방의 행정권을 인수했습니다. 사령부, 프라하, 1939년 3월 15일. 제3군 사령관, 블라스코비츠, 보병 대장."이다. 체코어 번역문에 수많은 문법적 오류가 있다.

1938년 11월, 베네시의 뒤를 이은 에밀 하하가 연방화된 제2공화국의 대통령으로 선출되었다. 이 공화국은 체코-슬로바키아로 국명을 바꿨고 보헤미아와 모라바, 슬로바키아, 그리고 카르파티아 우크라이나의 세 국가로 구성되었다. 천연 국경을 잃고 값비싼 국경 방어 체계를 상실한 신국가는 군사적으로 방어 불능 상태였다. 주데텐란트의 산맥이라는 천연 방어 장벽 없는 상태에서 하하는 국가 독립을 보존하는 최선의 방법이라고 생각하여 철저히 친독일적인 외교 정책을 펼쳤다.
1938년 말부터 1939년 초까지 재무장 문제로 인한 지속적인 경제 위기, 특히 독일이 부족했던 원자재 비용을 지불하는 데 필요한 외화 부족과 헤르만 괴링이 4개년 계획이 예정보다 훨씬 뒤처져 있다고 보고한 점 때문에 히틀러는 1939년 1월 마지못해 국방비를 대폭 삭감하라는 명령을 내렸다. 독일 국방군은 철강 할당량 30%, 알루미늄 47%, 시멘트 25%, 고무 14%, 구리 20%를 삭감당했다. 1939년 1월 30일 히틀러는 "수출 아니면 죽음!"이라는 연설을 통해 4개년 계획을 위한 원자재 비용을 지불하고 식량 수입을 줄이지 않으면서 독일의 외환 보유고를 늘리기 위한 독일 경제 공세 또는 히틀러의 표현을 빌리면 "수출 전쟁"을 촉구했다. 히틀러가 체코슬로바키아를 점령하려 한 주된 이유는 외환 위기 때문이었다. 독일은 1939년 초까지 외환 보유고를 소진했으며, 4개년 계획을 계속하기 위해 체코슬로바키아 중앙은행의 금을 긴급히 압류할 필요가 있었다. 또한, 이를 통해 독일은 체코 무기(특히 스코다 공장)를 통제하고, 독일 사정거리 내에 있는 체코군과 비행장의 위협을 제거할 수 있었다. 1939년 3월 8일, 히틀러는 나치당의 경제 전문가인 빌헬름 케플러를 만나 경제적 이유로 체코슬로바키아를 점령하고 싶다고 말하며, 독일이 체코슬로바키아의 원자재와 산업을 필요로 한다고 언급했다.
히틀러는 뮌헨 협정의 합의를 완전히 무시하고 3월 15일 아침에 보헤미아와 모라바 침공을 계획했다. 그 동안 히틀러는 슬로바키아 인민당 및 헝가리와 협상하여 침공 전에 공화국의 분할을 준비했다. 3월 13일 히틀러는 티소를 베를린으로 초대했고 3월 14일 슬로바키아 의회가 소집되어 만장일치로 슬로바키아 독립을 선언했다. 카르파티아 우크라이나도 독립을 선언했지만 헝가리군은 3월 15일에 이를 점령하고 병합했으며, 3월 23일에는 슬로바키아 동부의 작은 지역도 병합했다.

### 3월 14일
슬로바키아와 루테니아의 분리독립 이후, 주체코슬로바키아 영국 대사 배질 뉴턴은 하하 대통령에게 히틀러를 만나라고 조언했다. 3월 14일 하하가 베를린에 도착했을 때, 그는 히틀러를 만나기 전에 독일 외무장관 요아힘 폰 리벤트로프를 만났다. 폰 리벤트로프는 뉘른베르크 국제군사재판에서 이 회담에서 하하가 자신에게 "체코 국가의 운명을 총통의 손에 맡기고 싶다"고 말했다고 증언했다. 하하는 나중에 히틀러를 만났고, 히틀러는 체코 대통령에게 두 가지 선택을 제시했다. 독일에 협력하는 경우, "독일군의 진입이 견딜 만한 방식으로 이루어지고" "체코슬로바키아에 관대한 자국 생활, 자치, 그리고 어느 정도의 민족적 자유가 허용될 것"이거나, 아니면 "모든 수단을 동원하여 무력으로 저항이 진압될" 상황에 직면하는 것이었다. 대화 기록에 따르면, 하하에게 이것은 그의 삶에서 가장 어려운 결정이었지만 몇 년 안에 이 결정이 이해될 것이고 50년 후에는 아마 축복으로 여겨질 것이라고 믿었다. 협상이 끝난 후 히틀러는 비서에게 "이것은 내 삶의 가장 큰 승리다! 나는 모든 독일인 중 가장 위대한 독일인으로 역사에 남을 것이다"라고 말했다.
요아힘 페스트에 따르면 하하는 헤르만 괴링의 수도 폭격 위협으로 인해 심장마비를 겪었고, 4시쯤 프라하에 연락하여 사실상 체코슬로바키아를 독일에 "양도"했다. 괴링은 주독일 영국 대사 네빌 헨더슨에게 그 위협을 가했음을 인정했지만, 그 위협은 경고 차원에서 이루어졌다고 말했다. 이는 체코 정부가 이미 독일 점령에 동의한 후에도 체코군이 진격하는 독일군에 발포하지 않을 것이라고 보장할 수 없었기 때문이라고 덧붙였다. 하지만 괴링은 하하가 자신의 위협 때문에 심장마비를 겪었다는 언급은 하지 않았다. 프랑스 대사 로베르트 쿨롱드르는 익명의, 쿨롱드르가 신뢰할 수 있다고 판단한 소식통에 따르면, 4시 반쯤 하하가 "완전히 쓰러진 상태였으며, 주사제를 맞으며 겨우 버티고 있었다"고 보고했다.

### 3월 15일~16일
3월 15일 아침, 독일군은 체코슬로바키아의 나머지 체코 지역(독일어로 Rest-Tschechei(잔존지역))에 진입했으며 거의 저항을 받지 않았다(유일한 조직적 저항은 미스테크에서 카렐 파블리크가 지휘하는 보병 중대가 침공하는 독일군과 싸운 경우였다). 헝가리의 카르파티아 우크라이나 침공은 저항에 부딪혔으나 헝가리군은 이를 빠르게 진압했다. 3월 16일 히틀러는 체코 지역을 방문하여 프라하성에서 독일의 보호령인 뵈멘-메렌 보호령을 선포했다. 영국 역사가 빅터 로스웰은 1939년 3월에 압류된 체코슬로바키아의 금과 경화 외환 보유고가 "독일의 외환 위기를 막는 데 매우 귀중했다"고 썼다. 또한 독일군은 무기 제조 공장, 4개년 계획의 무장 프로그램에 필요한 주요 원자재를 제공하는 광산, 그리고 "거의 500대의 전차와 거의 1600대의 항공기를 포함한 수많은 무기"를 강탈했다.

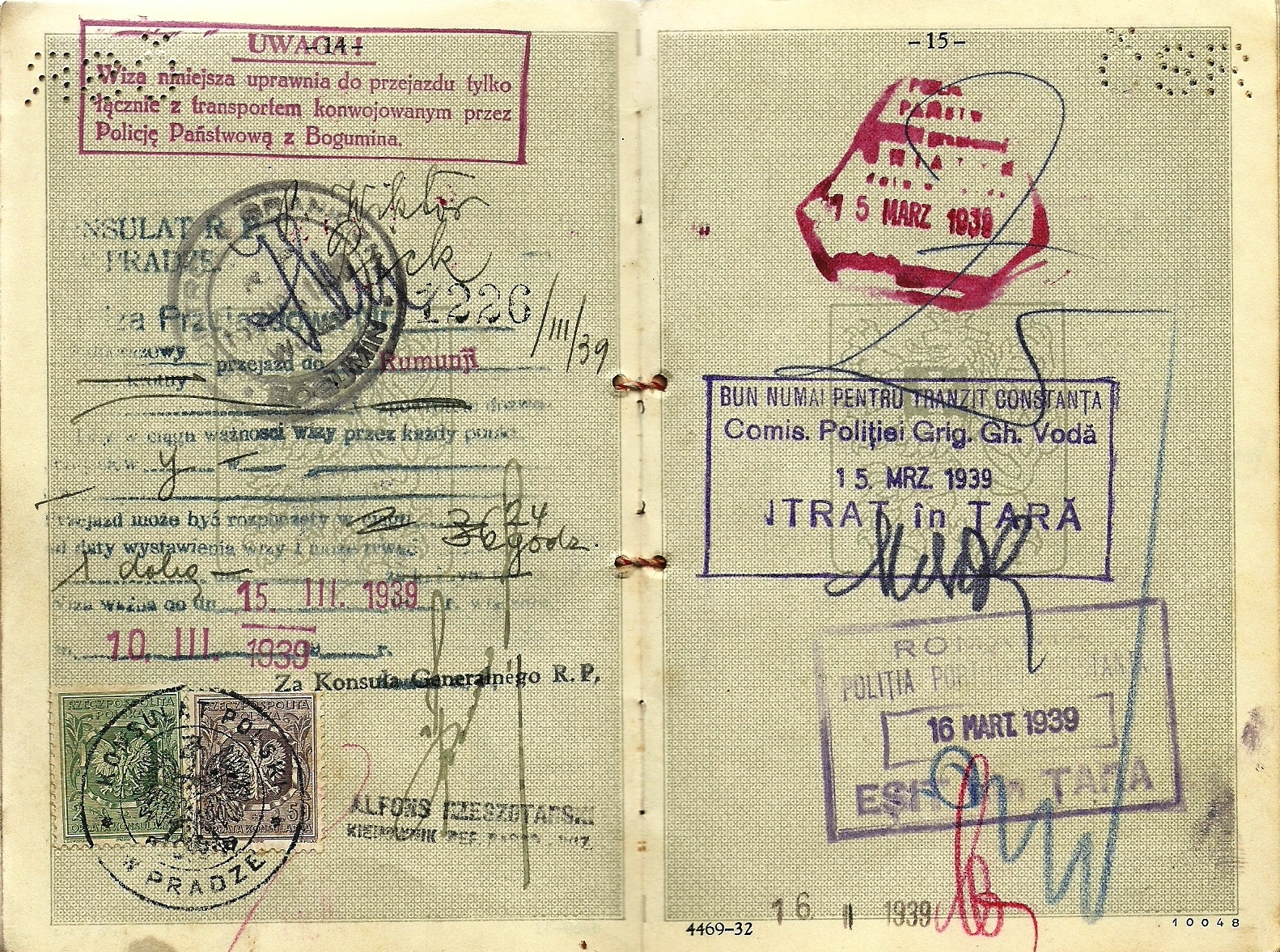
1939년 3월 15일, 프라하를 탈출하는 마지막 열차에서 빅토르 픽이 사용한 비자. 그는 후에 영국령 팔레스타인에 안전하게 도착했다.

이는 뮌헨에서의 약속을 위반했을 뿐만 아니라, 나머지 체코슬로바키아의 병합은 히틀러의 이전 행동들과는 달리 나의 투쟁에 묘사되어 있지 않았다. 그는 반복적으로 범독일주의, 즉 민족 독일인의 하나의 국가로 통합하는 데만 관심이 있다고 주장했지만 이제 독일은 700만 명의 체코인을 정복했다. 3월 16일 보호령을 창설하는 히틀러의 선언은 "보헤미아와 모라바는 수천 년 동안 독일 민족의 레벤스라움에 속해 있었다"고 주장했다. 침공 후 영국 여론은 급격히 바뀌었다. 체임벌린은 뮌헨 협정이 히틀러에게 아무 의미도 없었다는 것을 깨달았다. 체임벌린은 3월 17일 버밍엄에서 연설하면서 영국 국민들에게 히틀러가 "무력으로 세계를 지배하려" 한다고 말했다.

## 제2차 세계 대전

### 국가의 무기고

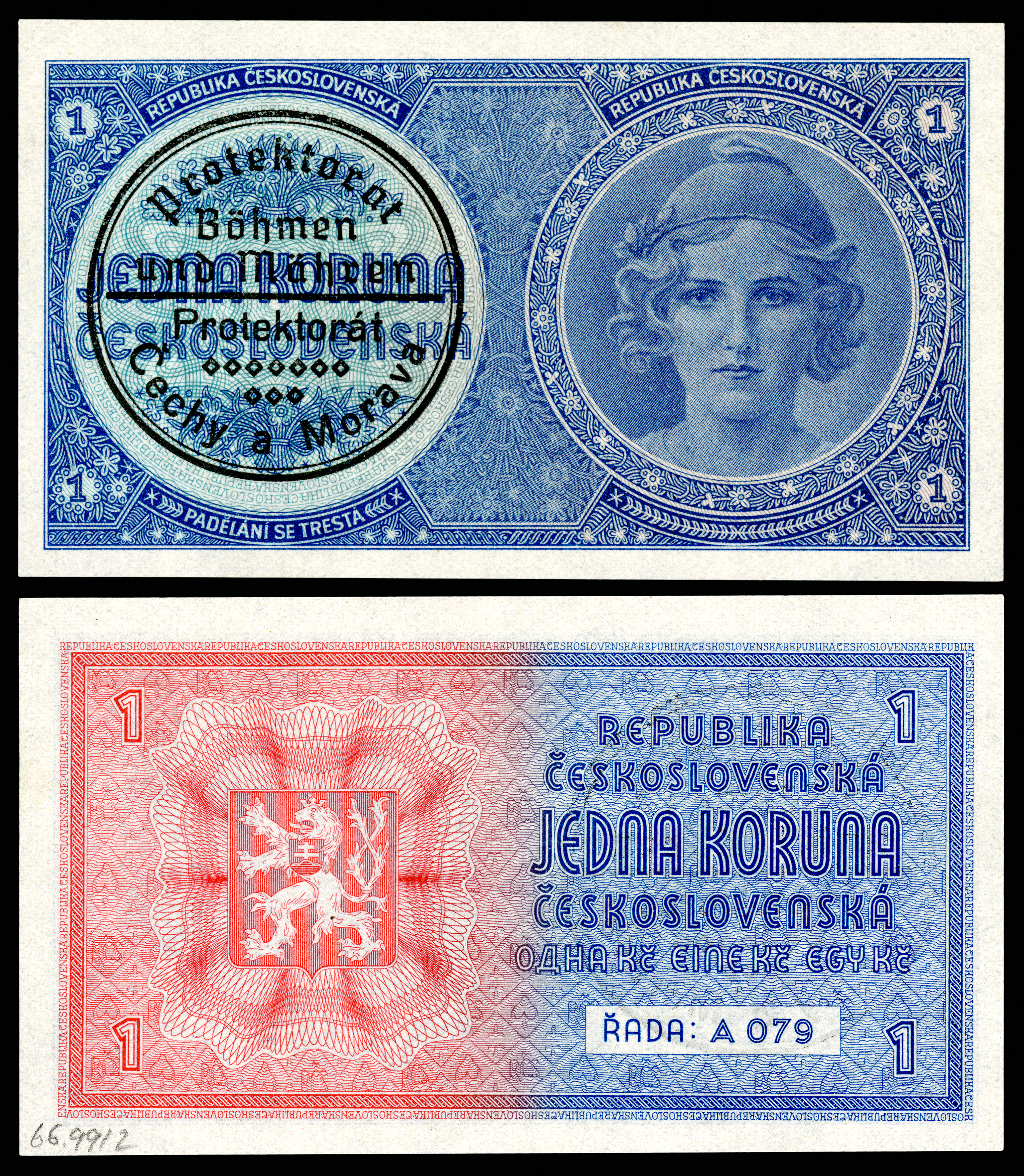
뵈멘-메렌 보호령에서 처음으로 발행된 1 코루나 지폐(1939년)의 모습. 1938년 발행되지 않은 체코슬로바키아 공화국 지폐는 정식 발행될 때까지 왼쪽 앞면에 식별용 타원형 도장이 찍혔다.

제2차 세계 대전 직전 체코슬로바키아는 해체되었다. 그 영토는 뵈멘-메렌 보호령, 새로 선언된 슬로바키아국, 그리고 단명한 카르파티아 우크라이나 공화국으로 분할되었다. 옛 체코슬로바키아의 많은 부분이 나치 독일의 통제하에 들어갔으며 헝가리군은 카르파티아 우크라이나를 신속하게 점령했다. 헝가리는 1938년 가을에 일부 지역(예: 슬로바키아 남부와 카르파티아 루테니아)을 병합했다. 폴란드는 1920년 폴란드-소비에트 전쟁 중 체코인들에게 이전에 병합되었던 자올지에를 재점령했다. 자올지에 지역은 1939년 9월 폴란드 침공 이후 나치 독일에게 점령되었다.
독일 경제는 과도한 군사화로 인해 외화가 절실히 필요했다. 체코슬로바키아 코루나와 라이히스마르크 사이에 인위적으로 높은 환율을 설정하여 독일인들에게 소비재를 제공했다(이는 곧 체코 지역에서 물자 부족을 초래했다).
체코슬로바키아는 35개 사단으로 이루어진 현대적인 군대를 보유하고 있었으며, 기관총, 전차, 대포의 주요 생산국이었는데 대부분 플젠의 스코다 공장에서 조립되었다. 많은 체코 공장들은 독일 설계로 전환될 때까지 체코 설계를 계속 생산했다. 체코슬로바키아는 다른 주요 제조 회사들도 보유하고 있었다. 철강 및 화학 공장 전체가 체코슬로바키아에서 린츠로 이전되어 재조립되었다(린츠는 여전히 오스트리아의 중공업 지역으로 남아 있다). 제국 의회에서 행한 연설에서 히틀러는 점령의 군사적 중요성을 강조하며, 체코슬로바키아를 점령함으로써 독일이 2,175문의 야포, 469대의 전차, 500문의 대공포, 43,000정의 기관총, 1,090,000정의 군용 소총, 114,000정의 권총, 약 10억 발의 탄약, 300만 발의 대공포탄을 획득했다고 언급했다. 이 무기의 양은 당시 독일 국방군의 절반을 무장시키기에 충분했다. 체코슬로바키아 무기는 후에 1939년 폴란드 침공과 1940년 프랑스 공방전에서 독일의 정복에 중요한 역할을 했다.
하이드리히는 국가보호관 재임 기간 동안 무기 산업 노동자들의 배급량을 늘리고, 복지 체계를 개선했으며, 무료 신발을 제공하고 단기간 동안 토요일을 휴일로 만들어 주 5일 근무를 도입했다. 전국 직원 조합은 나치 유사 조합인 독일노동전선의 방식으로 개편되어 노동자들에게 무료 스포츠 행사, 영화, 콘서트, 연극을 제공했다. 하이드리히는 자신을 체코 노동계급의 친구로 보이려 했으며, 1941년 10월 24일에는 선정된 체코 노동자들과 만나 사진 촬영을 하며 체코 노동자들에 대한 자신의 관심사를 보여주려 했다. 하이드리히는 자신의 정책을 냉소적으로 "광학 효과"라고 불렀는데 지역 영화관의 무료 영화 상영이나 무료 스포츠 경기와 같은 단순한 제스처만으로도 노동계급의 지지를 얻고 전쟁 산업의 생산성을 높일 수 있다고 믿었다. 하지만 인플레이션이 만연했고 임금 인상이 생활비 증가를 따라잡지 못하여 노동자들은 자신들의 상황에 대해 자주 불평했다.

### 체코슬로바키아의 저항운동

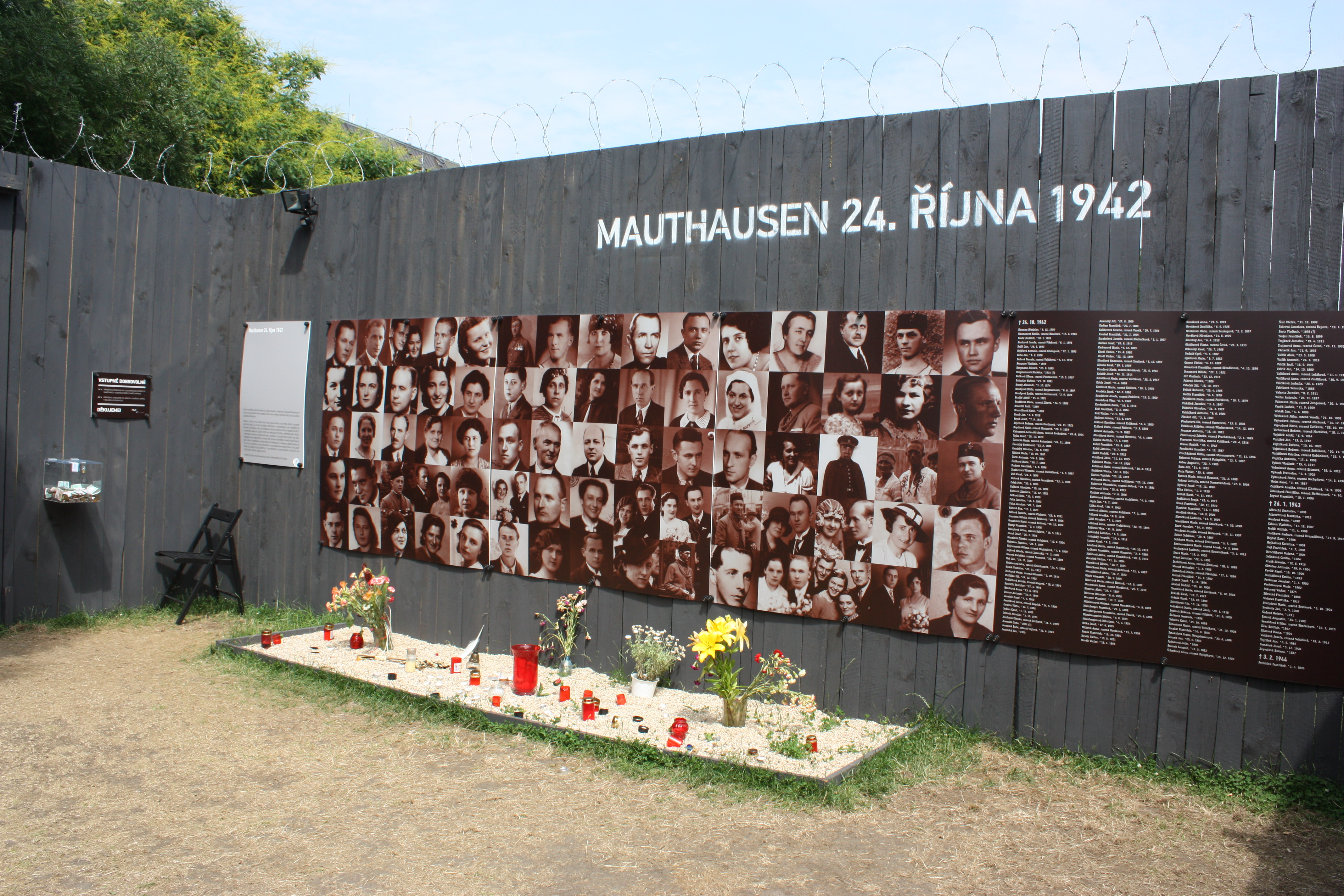
체코 공수부대원인 얀 쿠비시와 요제프 발칙 및 그들의 동료들의 친척들을 포함한 총 254명이 1942년 10월 24일 마우트하우젠 강제 수용소에서 집단 학살되었다.

체코슬로바키아 망명정부의 지도자 에드바르트 베네시와 체코슬로바키아 군사 정보부장이었던 프란티셰크 모라베츠는 저항망을 조직하고 조정했다. 하하, 알로이스 엘리아시 총리, 기타 체코슬로바키아 저항 세력은 베네시의 지도력을 인정했다. 런던과 체코슬로바키아 국내 전선 간의 활발한 협력은 전쟁 내내 유지되었다. 저항 기간 가장 중요한 사건은 유인원 작전, 즉 SS 지도자 하인리히 힘러의 부관이자 당시 보헤미아-모라바 보호관이었던 라인하르트 하이드리히의 암살이었다. 격분한 히틀러는 무작위로 선정된 체코인 1만 명을 체포하고 처형하라고 명령했다. 1만 명이 넘는 사람들이 체포되었고, 최소 1,300명이 처형되었다. 한 추정치에 따르면 5,000명이 보복으로 살해되었다. 이 암살은 전쟁 중 가장 잘 알려진 보복 행위 중 하나이다. 나치는 리디체와 레자키 마을을 완전히 파괴했다. 이 마을의 16세 이상 남성들은 모두 살해되었고, 나머지 주민들은 나치 강제 수용소로 보내져 많은 여성들과 거의 모든 아이들이 살해되었다.
체코슬로바키아 저항군은 네 가지 주요 단체로 구성되었다.
- 군사령부는 다수의 자발적인 집단과 협력하여 영국과 프랑스에 지부를 둔 국방부(Obrana národa, ON)를 결성했다. 체코인(약 65~70%)과 슬로바키아인(약 30%)으로 구성된 체코슬로바키아 부대와 편대는 폴란드군(체코슬로바키아 군단), 프랑스 육군, 영국 왕립 공군, 영국 육군(제1체코슬로바키아 기갑여단), 그리고 붉은 군대(제1체코슬로바키아군단)에서 복무했다. 2088명의 체코인과 401명의 슬로바키아인이 제11동부보병대대로 영국군과 함께 북아프리카, 팔레스타인 등지에서 싸웠다.[36] 그중 체코 전투기 조종사 요제프 프란티셰크 상사는 영국 본토 항공전에서 가장 잘 싸운 전투기 조종사 중 한 명이었다.
- 프로코프 드르티나가 이끄는 베네시의 협력자들은 정치 센터(Politické ústředí, PÚ)를 만들었다. PÚ는 1939년 11월 체포로 와해되었고 이후 젊은 정치인이 통제권을 장악했다.
- 사회민주당과 좌파 지식인들은 노동조합 및 교육기관과 연계하여 우리는 충성심을 유지한다는 청원 위원회(Petiční výbor Věrni zůstaneme, PVVZ)를 구성했다.
- 체코슬로바키아 공산당 (KSČ)은 네 번째 주요 저항 단체였다. KSČ는 민주적인 제1공화국에서 20개가 넘는 정당 중 하나였지만 민주 정부를 흔들 만큼 충분한 득표를 얻지는 못했다. 뮌헨 협정 이후 KSČ 지도부는 모스크바로 이동했고 당은 지하로 숨었다. 그러나 1943년까지 KSČ의 저항은 미약했다. 나치 독일과 소련 간의 불가침 협정인 1939년 독일-소련 불가침 조약은 KSČ를 혼란에 빠뜨렸다. 그러나 소련 노선에 충실했던 KSČ는 1941년 6월 독일의 소련 공격인 바르바로사 작전 이후 독일군에 대한 더욱 적극적인 투쟁을 시작했다.

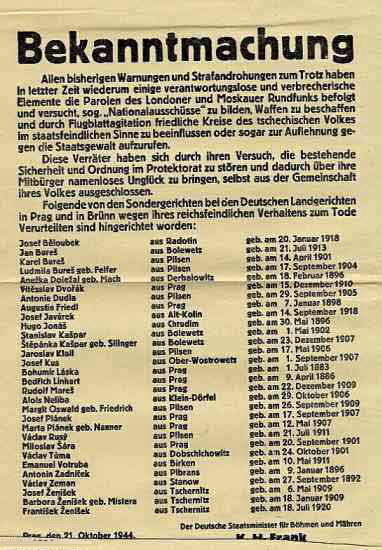
1944년 10월 21일 처형된 체코인들의 이름

민주 단체(ON, PÚ, PVVZ)는 1940년 초에 통합하여 국내 저항 중앙위원회(Ústřední výbor odboje domácího, ÚVOD)를 결성했다. 주로 정보 수집에 관여했던 ÚVOD는 프라하의 소련 정보 기관과 협력했다. 1941년 6월 독일의 소련 침공 이후, 민주 단체는 KSČ를 포함하는 통일 전선을 구축하려고 시도했다. 가을에 하이드리히의 임명은 이러한 노력을 좌절시켰다. 1942년 중반까지 독일군은 체코슬로바키아 저항군의 가장 경험 많은 단체를 소멸시키는 데 성공했다.
체코슬로바키아군은 1942년~1943년에 재편되었다. 공산주의 지하조직도 포함된 삼인 위원회(R3)는 저항의 중심지가 되었다. R3은 미국과 소련의 해방군을 지원할 준비를 했다. 붉은 군대 파르티잔 부대와 협력하여 R3은 게릴라 조직을 발전시켰다.
게릴라 활동은 1944년 공수부대 투입 횟수가 증가하면서 더욱 심화되었고, 이는 얀 지슈카 제1체코슬로바키아 파르티잔 여단, 얀 코지나 여단 또는 마스터 얀 후스 여단과 같은 파르티잔 단체의 설립으로 이어졌으며 특히 1945년 4월 4일 코시체에 임시 체코슬로바키아 정부가 수립된 이후 더욱 활발해졌다. 독일군이 추방되자 "민족위원회"가 도시 행정을 인수했다. 1944년부터 전쟁이 끝날 때까지 붉은 군대의 감독하에 4,850개 이상의 위원회가 결성되었다. 5월 5일, 국민 봉기가 프라하에서 자발적으로 시작되었고, 새로 결성된 체코 국민위원회가 거의 즉시 봉기의 지도권을 맡았다. 도시 전역에 1,600개 이상의 바리케이드가 세워졌고, 약 30,000명의 체코 남성과 여성은 전차, 항공기, 포병의 지원을 받는 40,000명의 독일군과 사흘간 전투를 벌였다. 5월 8일 독일 독일 국방군은 항복했고 소련군은 5월 9일에 도착했다.

### 독일의 정책
체코인들이 독일 점령 기간 동안 폴란드인과 우크라이나인보다 더 우월한 대우를 받았다는 자료가 있다. 이는 나치 상층부에서 인구의 상당 부분이 "아리안화될 수 있다"는 시각 때문이며, 따라서 체코인은 폴란드인이 경험했던 것과 유사한 정도의 무작위적이고 조직적인 잔혹 행위에 시달리지 않았다는 주장이다. 이러한 아리안화 가능성은 체코 인구의 일부가 독일 혈통을 가지고 있다는 주장으로 뒷받침되었다. 반면에 체코인/슬라브족은 독일인에 의해 인종적으로 동등하게 여겨지지 않았는데, 이는 유대인과 아시아인의 영향을 받은 혼합인종으로 분류되었기 때문이다. 이는 가치가 낮다고 비하하고 특히 체코인을 "위험하며 아리안 민족과는 다르게 다루어야 한다"고 주장한 일련의 논의에서 드러났다.

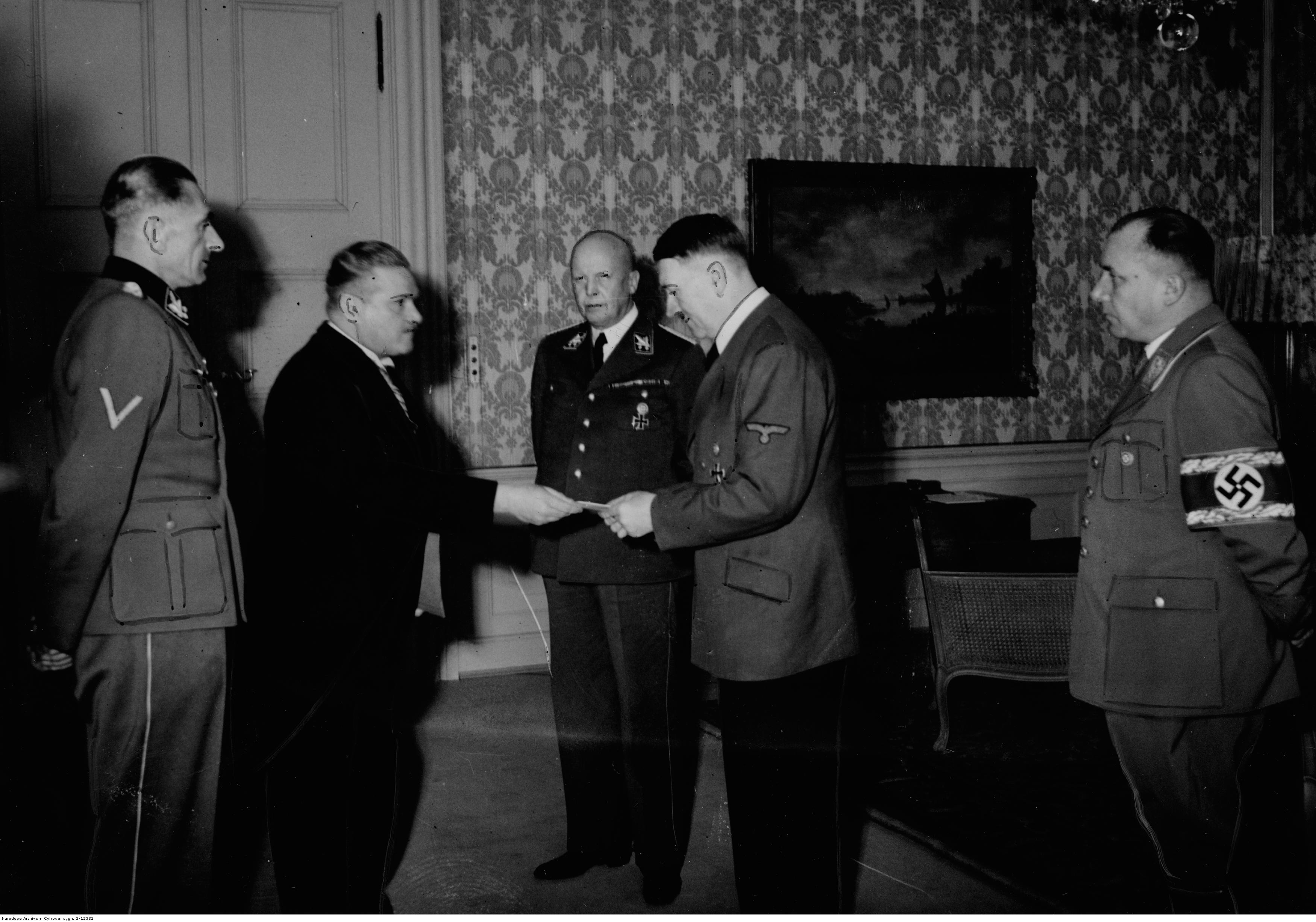
1944년 3월 15일, 클레스하임 성에서 열린 뵈멘-메렌 보호령 5주년 기념 행사에서 아돌프 히틀러와 야로슬라프 크레이치 총리.

독일 정책의 역설은 하하와 같은 협력자는 나치에게 "잔챙이"라고 경멸당했지만, 체코인의 정체성을 가장 완강하게 고수한 사람들은 독일화에 더 적합한 대상으로 여겨졌다는 점이다. 하이드리히는 베를린에 보낸 보고서에서 하하가 "늘 병들어 있고, 떨리는 목소리로 나타나 우리의 자비를 구하려고 시도하기 때문에 독일화가 불가능하다"고 진술했다. 반대로 하이드리히는 엘리아스에 대해 마지못해 존경심을 표하며 그가 젊고 건강하며 체코 이익을 단호하게 옹호하는 인물임을 언급했고, 이는 하이드리히가 그에게 독일 혈통이 일부 있을 것이라고 결론 내리게 만들었다.
슬라브족에 대한 적대감의 불일치 외에도, 체코슬로바키아에서 강압적이지만 절제된 정책이 부분적으로는 공장에서 무기 생산이라는 필수적인 작업을 수행하기 위해 인구를 잘 먹이고 만족시키려는 필요성에 의해 추진되었다는 주장도 있다. 1939년까지 체코 지역은 이미 독일의 주요 군사 생산 거점으로 기능하여 항공기, 탱크, 포병 및 기타 군수품을 제조하고 있었다.

### 슬로바키아 민족 봉기
슬로바키아 민족 봉기("1944년 봉기")는 1944년 8월부터 10월까지 독일 국방군과 반군 슬로바키아군 사이에 벌어진 무장 투쟁이었다. 이 투쟁은 반스카비스트리차를 중심으로 일어났다.
독일군과 싸우기 위해 결성된 반군 슬로바키아군은 8월에 약 18,000명의 병력을 보유하고 있었으며, 1944년 9월 9일 동원령 이후에는 47,000명, 이후 60,000명으로 증가했고, 추가로 20,000명의 파르티잔이 있었다. 그러나 8월 말 독일군은 가장 잘 갖춰진 동슬로바키아군을 무장해제시킬 수 있었고, 이 때문에 슬로바키아군의 전력은 크게 약화되었다. 부대원 중 많은 이들이 나치 강제 수용소로 보내졌고, 다른 이들은 탈출하여 파르티잔 부대에 합류했다.
슬로바키아인들은 봉기에서 소련, 영국, 미국, 프랑스, 체코, 폴란드 출신 병사들과 파르티잔들의 도움을 받았다. 총 32개 국가가 봉기에 참여했다.

### 체코슬로바키아 망명정부

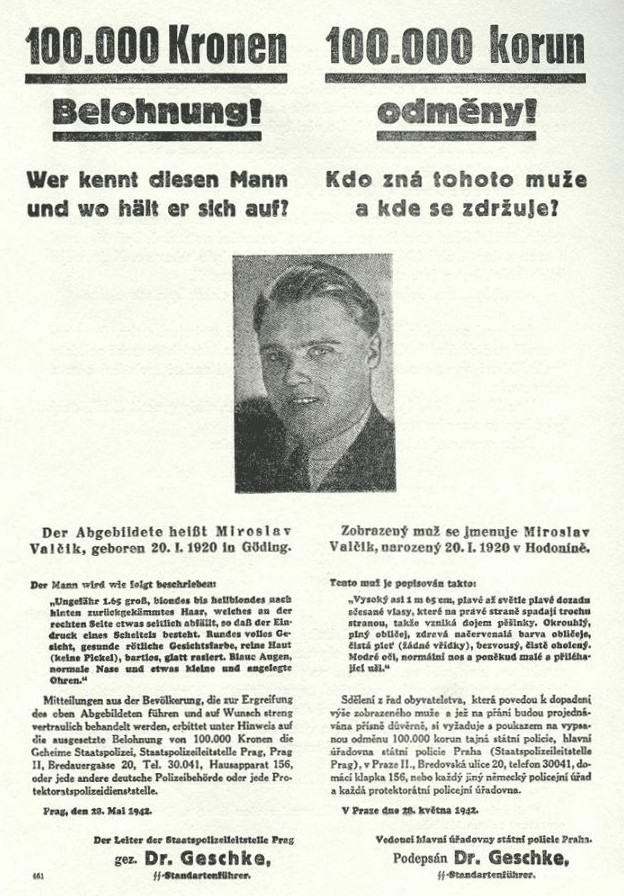
라인하르트 하이드리히 암살범 중 한 명인 요제프 발칙의 현상금 포스터

에드바르트 베네시는 1938년 10월 5일 나치 쿠데타 이후 체코슬로바키아 제1공화국 대통령직에서 사임했다. 런던에서 그와 다른 체코슬로바키아 망명자는 체코슬로바키아 망명정부를 조직하고, 정부의 국제적 인정과 뮌헨 협정 및 그 결과의 무효화를 위해 협상했다. 제2차 세계 대전이 발발하자 프랑스에서 체코슬로바키아 국민위원회가 구성되었고, 베네시의 대통령직 하에 체코슬로바키아의 망명 정부로서 국제적 인정을 모색했다. 이러한 시도는 1939년 10월 2일 프랑스-체코슬로바키아 조약과 같이 프랑스 영토에서 체코슬로바키아군의 재건을 허용하는 몇 가지 작은 성공을 거두었지만, 완전한 국가인정에는 미치지 못했다. 프랑스 주둔 체코슬로바키아군은 1940년 1월 24일에 창설되었고, 제1보병사단 부대원들은 일부 체코슬로바키아 전투기 조종사들이 다양한 프랑스 전투 비행대대에서 그러했듯이 프랑스 공방전의 마지막 시기에 참여했다.
베네시는 예상되는 연합군의 승리 후 뮌헨 이전 형태의 체코슬로바키아 국가 재건을 희망했지만, 이는 헛된 희망이었다. 공화국 대통령으로서 베네시가 있는 망명 정부는 1940년 6월 런던으로 망명하여 애스턴 애봇츠에 거주했으며, 1940년 7월 18일 영국 정부의 인정을 받았다. 뒤늦게 소련(1941년 여름)과 미국(겨울)이 망명 정부를 인정했다. 1942년 연합군이 뮌헨 협정을 부인함으로써 제1공화국의 정치적, 법적 연속성이 확립되었고, 베네시의 사실상의 대통령직이 법적으로 인정되었다. 영국이 지원한 히틀러의 최고 측근인 뵈멘-모라바 국가보호관 라인하르트 하이드리히를 요제프 가브치크와 얀 쿠비시가 5월 27일에 암살한 유인원 작전의 성공은 연합군의 이러한 부인에 영향을 미쳤다.
뮌헨 협정은 주데텐 독일인들의 선동적인 활동으로 촉발되었다. 전쟁 후반기에 베네시는 독일 소수민족 문제를 해결하기 위해 노력했으며, 전후 주데텐 독일인 인구의 이전을 기반으로 한 해결책에 대해 연합국의 동의를 얻었다. 제1공화국은 외교에서 대 서방 정책에 전념했다. 뮌헨 협정이 그 결과였다. 베네시는 폴란드 및 소련과의 동맹을 통해 미래의 독일 침략에 대한 체코슬로바키아의 안보를 강화하기로 결정했다. 그러나 소련은 체코슬로바키아-폴란드-소련 3자 약속에 반대했다. 1943년 12월, 베네시 정부는 소련과만 조약을 체결했다.
소련과의 우호 관계 유지에 대한 베네시의 관심은 전후 체코슬로바키아에서 소련이 공산주의 쿠데타를 부추기는 것을 피하려는 열망에도 이어졌다. 베네시는 영국에 있는 체코슬로바키아 공산주의 망명자를 자신의 정부와 협력시키려 노력했으며, 중공업 국유화 및 전쟁 종료 시 지방 인민 위원회 설립과 같은 광범위한 양보안을 제안했다. 1945년 3월에는 모스크바에 있는 체코슬로바키아 공산주의 망명자에게 주요 내각 직위를 부여했다.
특히 라인하르트 하이드리히 암살에 대한 독일의 보복 이후, 대부분의 체코 저항 단체들은 소름 끼치는 아이러니와 점령 기간 동안의 나치 테러에 기반하여 민족 청소 또는 "독일 문제의 최종 해결"(체코어: konečné řešení německé otázky)을 요구했는데, 이는 독일계 주민을 그들의 고향에서 추방함으로써 "해결"해야 했다. 이러한 보복에는 리디체와 레자키 마을에서의 학살이 포함되었는데, 이 마을들은 체코 저항군과 관련이 없었음에도 불구하고 발생했다.
이런 요구는 망명 정부에서 채택되었고, 망명 정부는 1943년부터 이 제안에 대한 연합국의 지지를 구했다. 체코슬로바키아 점령 기간 망명 정부는 현재 "베네시 포고령"으로 불리는 일련의 법률을 공포했다. 이 포고령 내에서 전후 체코슬로바키아의 독일계 및 헝가리인의 지위를 다루었으며, 수세기 동안 그들의 고향이었던 땅에서 약 300만 명의 독일인과 헝가리인을 추방하기 위한 토대를 마련했다(체코슬로바키아에서 독일인 추방 및 슬로바키아의 헝가리인 참조). 베네시 포고령은 독일인 재산이 보상 없이 몰수되어야 한다고 선언했다. 그러나 독일인의 강제 인구 이주를 승인하는 최종 합의는 포츠담 회담 종료 시점인 1945년 8월 2일까지 이루어지지 않았다.

## 전후 상황

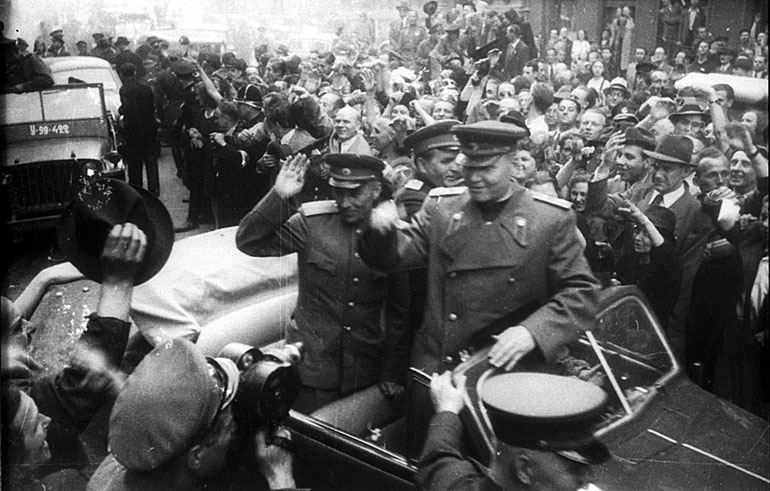
이반 코네프 소비에트 연방원수를 환영하는 프라하 시민들.

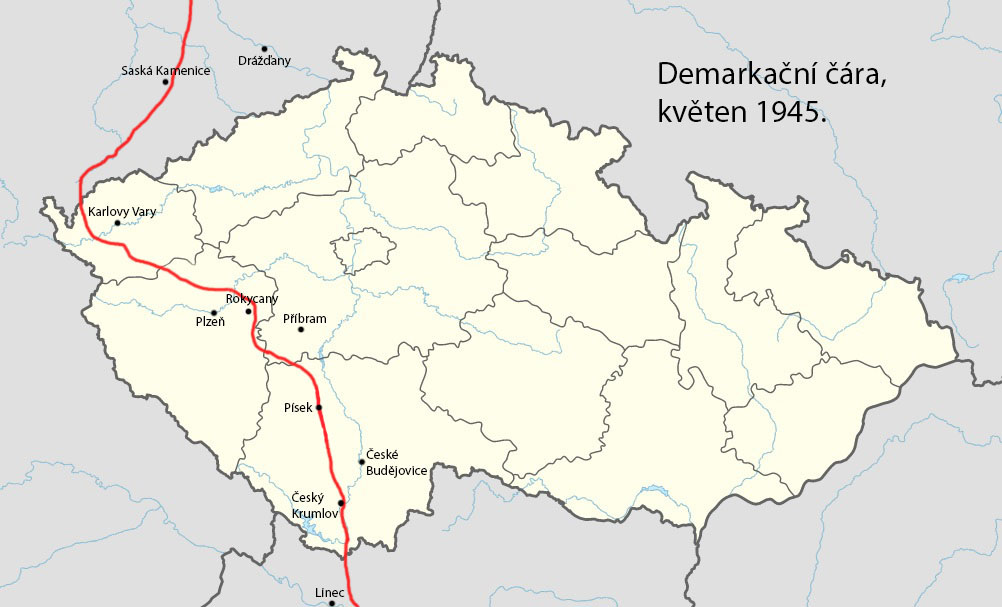
1945년 5월, 소련군과 미군 사이의 경계선

### 체코슬로바키아 해방
1944년 5월 8일, 베네시는 소련 지도자와 "소련군에게 해방된 체코슬로바키아 영토"가 체코슬로바키아 민간정부 통제하에 놓일 것이라고 규정하는 협정에 서명했다.
9월 21일, 소련이 해방한 마을 칼리노프에 체코슬로바키아군이 수립되었다. 이 마을은 슬로바키아의 첫 해방된 정착촌으로, 체코슬로바키아 북동부의 두클라 고개 근처에 있다. 슬로바키아와 체코 지역은 동쪽에서 서쪽으로 주로 소련군(붉은 군대)에게 점령되었고, 체코와 슬로바키아 저항군의 지원을 받았다. 남서부 보헤미아만이 서쪽에서 다른 서방 연합군에게 해방되었다. 전쟁 말기에도 독일군은 체코 민간인을 학살했다. 트르호바 카메니체 학살과 야보리치코 학살이 그 예이다.
1945년 4월 4일, 소련은 슬로바키아 동부 도시 코시체에 임시 체코슬로바키아 정부를 수립했다. "국민 위원회"(붉은 군대의 감독하에)는 독일군이 추방되면서 도시 행정을 인수했다. 브라티슬라바는 4월 4일 소련군에 점령되었다.
1945년 5월 5일, 유럽에서의 전쟁 막바지에 프라하 봉기(체코어: Pražské povstání)가 시작되었다. 이는 제2차 세계 대전 중 체코 저항군이 프라하를 독일 점령에서 해방시키려는 시도였다. 봉기는 1945년 5월 8일까지 계속되었으며, 붉은 군대 도착 하루 전이자 유럽 전승 기념일 하루 후에 휴전으로 끝났다.
프라하는 5월 6일 시작되어 5월 11일에 끝난 프라하 공세 중 5월 9일 소련군에게 점령되었다. 소련군이 도착했을 때 프라하는 이미 프라하 봉기로 인해 전반적인 혼란 상태였다. 소련군과 다른 연합군은 같은 해 체코슬로바키아에서 철수했다.
약 345,000명의 인명 손실이 체코슬로바키아에서 발생했으며, 그 중 277,000명은 유대인이었다. 체코슬로바키아 해방 과정에서 최대 144,000명의 소련군이 사망한 것으로 추정된다.

### 소련의 서카르파티아 루테니아 병합
1944년 10월, 서카르파티아 루테니아는 소련에 점령되었다. 프란티셰크 니엠체가 이끄는 체코슬로바키아 대표단이 해당 지역에 파견되었다. 대표단은 해방된 지역 주민을 동원하여 체코슬로바키아군을 수립하고, 최근 설립된 국민 위원회와 협력하여 선거를 준비할 예정이었다. 카르파티아 루테니아에서 체코슬로바키아 국가에 대한 충성심은 미약했다. 1944년 4월 베네시의 선언은 옛 협력주의자 헝가리인, 독일인, 그리고 안드레이 브로디와 펜치크 당(헝가리인과 협력했던)의 루신파 루테니아 추종자들을 정치 참여에서 배제했다. 이는 인구의 약 3분의 1에 해당했다. 또 다른 3분의 1은 공산주의자였고, 나머지 3분의 1은 체코슬로바키아 공화국에 동조한다고 추정되었다.
서카르파티아 루테니아에 도착하자마자 체코슬로바키아 대표단은 후스트에 본부를 설치하고 10월 30일 동원령을 발표했다. 소련군은 체코슬로바키아 선언문의 인쇄와 게시를 막고 대신 지역 주민을 조직하기 시작했다. 베네시 정부의 항의는 무시되었다. 소련의 활동으로 많은 지역 주민들은 소련의 병합이 임박했다고 믿었다. 또한 체코슬로바키아 대표단은 소련이 장려하는 지역 국민 위원회와 협력 관계를 맺는 것도 방해받았다. 11월 19일, 무카체베에서 모인 공산주의자는 서카르파티아 루테니아를 체코슬로바키아에서 분리하여 우크라이나 소비에트 사회주의 공화국에 편입할 것을 요구하는 결의안을 발표했다. 11월 26일, 국민 위원회 대회는 공산주의자의 결의안을 만장일치로 수락했다. 이 대회에서 국민 의회를 선출하고 연합 문제를 논의하기 위해 모스크바로 대표단을 파견하도록 지시했다. 체코슬로바키아 대표단은 서카르파티아 루테니아를 떠나라는 요청을 받았다. 체코슬로바키아 정부와 모스크바 간의 협상이 이어졌다. 체코와 슬로바키아 공산주의자는 모두 베네시에게 서카르파티아 루테니아를 양도하도록 독려했다. 소련은 뮌헨 이전 국경에 기반한 베네시의 정책을 훼손하지 않기 위해 병합을 전후 시기로 연기하는 데 동의했다.
카르파티아 루테니아를 소련에 할양하는 조약은 1945년 6월에 체결되었다. 서카르파티아 루테니아에 거주하는 체코인과 슬로바키아인, 그리고 체코슬로바키아에 거주하는 루테니아인(루신인)은 체코슬로바키아 또는 소련 시민권을 선택할 수 있었다.

### 체코슬로바키아에서 독일인 추방

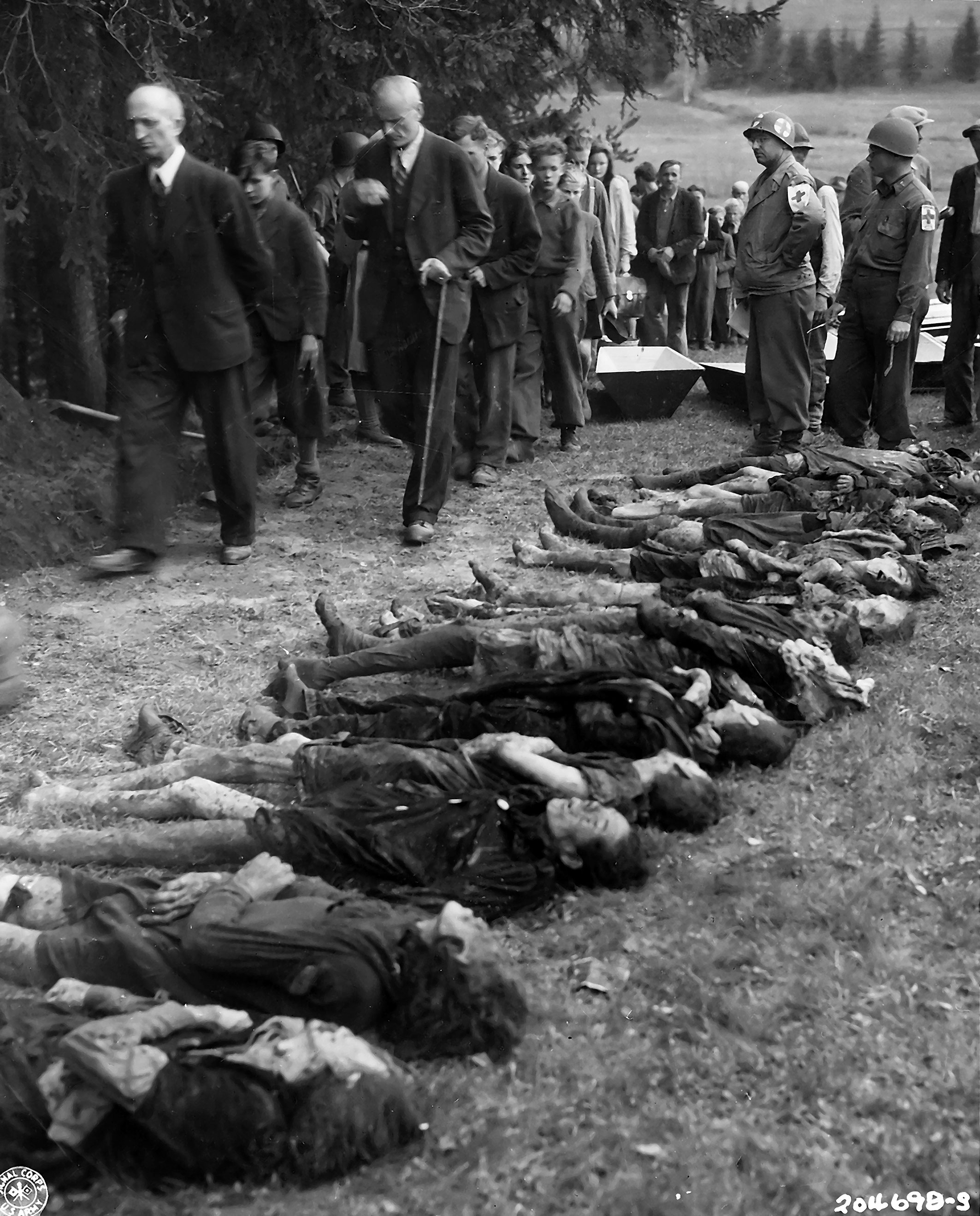
독일 SS 부대에게 굶어 죽은 30명의 유대인 여성 시체를 강제로 지나가게 된 주데텐 독일인들.

1945년 5월, 체코슬로바키아군은 국경 지역을 점령했다. 오직 체코인들로만 구성된 체코슬로바키아 행정 위원회가 설립되었다. 주데텐 독일인들은 제한 조치를 받았고 강제 노동에 징집되었다. 그러나 6월 15일 베네시는 체코슬로바키아 정부에 질서를 요구했다. 7월, 체코슬로바키아 대표들은 포츠담 회담(미국, 영국, 소련)에 참석하여 주데텐 독일인 인구의 "인도적이고 질서 있는 이전" 계획을 제시했다. 추방 대상에서 상당한 예외가 적용되어 약 24만 4천 명의 독일계 주민들이 체코슬로바키아에 남아 있을 수 있었다.
다음 독일계 사람은 추방되지 않았다.
- 반파시스트
- 산업에 필수적인 인물
- 체코계와 결혼한 사람

1945년 5월부터 8월 사이에 "야만적인" 추방으로 인해 약 70만에서 80만 명의 독일인이 영향을 받은 것으로 추정된다.:17 추방은 체코슬로바키아 정치인이 지지했으며 일반적으로 지역 정부의 명령에 따라, 주로 무장 자원봉사 단체의 활동으로 실행되었다. 그러나 일부 경우에는 정규군의 지원으로 시작되거나 진행되기도 했다.
포츠담 회담에 따른 추방은 1946년 1월 25일부터 그 해 10월까지 진행되었다. 약 160만 명의 독일계 주민이 서독이 될 지역의 미국 점령지로 추방되었다. 약 80만 명은 소련 점령지(동독이 될 지역)로 추방되었다. 수천 명이 추방 과정에서 폭력으로 사망했으며, 더 많은 사람들이 기아와 질병으로 사망했다. 이러한 사상자에는 폭력 사망과 자살, 억류 수용소에서의 사망, 그리고 자연사가 포함된다. 체코-독일 역사학자 공동 위원회는 1996년에 다음과 같은 숫자를 발표했다. 폭력과 비정상적인 생활 조건으로 인한 사망자는 약 1만 명에 달한다. 추가로 5천~6천 명이 추방과 관련된 불특정 원인으로 사망하여, 총 추방 희생자 수는 1만 5천~1만 6천 명이다(이는 약 3천 4백 건의 자살은 제외한 숫자이다).
약 22만 5천 명의 독일인이 체코슬로바키아에 남아 있었으며, 그 중 5만 명은 곧바로 이주하거나 추방되었다.

## 같이 보기
- 차야네크 병영 전투
- 체코슬로바키아 난민을 위한 영국 위원회
- 체코슬로바키아 국경 요새 – 1935년~1938년 독일을 상대로 건설
- 녹색 상황 (체코슬로바키아), 뮌헨 협정으로 인해 폐기된 체코슬로바키아 침공 계획
- 호도닌 강제 수용소
- 국제 학생의 날
- 레티 강제 수용소
- 카렐 파블리크
- 서구의 배신

## 참고 문헌
- Detlef Prössel :   ´Sudeteneinmarsch 1938` -  2023/2024 veröffentlicht  -  deproe@t-online.de  -

Brandenburg an der Havel  -  ISBN : Hardcover 978-3-384-08910-6  -  über 1000 Seiten mit   detaillierten Überblick der Ereignisse um den Sudeteneinmarsch im Oktober 1938  -  BookTitle - treditition6.webShop
- Bryant, Chad (2009). 《Prague in Black Nazi Rule and Czech Nationalism》. Harvard University Press: Cambridge. ISBN 978-0-674-26166-2.
- Gruner, Wolf (2015). 〈Protectorate of Bohemia and Moravia〉. 《The Greater German Reich and the Jews: Nazi Persecution Policies in the Annexed Territories 1935–1945》. War and Genocide (영어). Berghahn Books. 99–135쪽. ISBN 978-1-78238-444-1.
- Mahoney, William (2011), 《The History of the Czech Republic and Slovakia》, Santa Barbara: Greenwood Publishing Group, ISBN 978-0-313-36305-4
- Miller, Daniel (2005). 〈The Czech Republic〉.   Richard C. Frucht. 《Eastern Europe An Introduction to the People, Lands, and Culture》. Santa Monica: ABC-CLIO. 203–283쪽. ISBN 978-1-57607-800-6.
- Murray, Williamson (1984). 《The Change in the European Balance of Power, 1938–1940》. Princeton: Princeton University Press.
- Overy, Richard (1999). 〈Germany and the Munich Crisis: A Multilated Victory?〉.   Igor Lukes & Erik Goldstein. 《The Munich Crisis, 1938, Prelude to World War II》. London: Frank Cass. 191–215쪽. ISBN 0-7146-8056-7.
- Rothwell, Victor (2001). 《The Origins of the Second World War》. Manchester: Manchester University Press. ISBN 978-0-7190-5958-2.
- Tooze, Adam (2006). 《The Wages of Destruction The Making and Breaking of the Nazi Economy》. London: Allan Lane. ISBN 978-0-7139-9566-4.

## 추가 자료
- Crowhurst, Patrick (2013). 《Hitler and Czechoslovakia in World War II: Domination and Retaliation》 (영어). Bloomsbury Publishing. ISBN 978-0-85773-447-1.
- Suppan, Arnold (2019). 〈Hitler's Occupation of Czechoslovakia〉. 《Hitler–Beneš–Tito: National Conflicts, World Wars, Genocides, Expulsions, and Divided Remembrance in East-Central and Southeastern Europe, 1848–2018》. Vienna: Austrian Academy of Sciences Press. 373–402쪽. doi:10.2307/j.ctvvh867x.13. ISBN 978-3-7001-8410-2. JSTOR j.ctvvh867x. S2CID 241845720.